# Castell de Besora (Osona)
El Castell de Besora és un edifici de Santa Maria de Besora (Osona), declarat bé cultural d'interès nacional.

## Història
El castell és esmentat l'any 895. El seu terme comprenia els actuals termes municipals de Sant Quirze de Besora, Santa Maria de Besora i Montesquiu. Els comtes de Barcelona el van donar en feu a una família de vicaris comtals anomenats Besora. Gombau de Besora va ser el personatge més conegut d'aquesta família, ja que va intervenir activament al costat del comte de Barcelona Ramon Borrell. L'església de Santa Maria, documentada el 898, era propietat del monestir de Sant Joan de les Abadesses i tenia funcions parroquials.
A finals del segle xiv, el castell i les seves terres van passar a mans d'una branca lateral de la família Besora, i al segle xv apareix vinculat a la família Canet. Durant la guerra remença l'edifici va ser més fortificat, però al segle xvii, durant la Guerra dels Segadors, el castell ja es trobava en mal estat. L'església fou transformada i renovada al segle xiv i novament el 1590, quan es construí el portal i l'ull de bou del mur de ponent, i encara al llarg del segle xvii, quan s'obriren als murs de la nau les capelles de la Mare de Déu del Roser i de sant Isidre. La volta devia ser refeta potser a causa dels terratrèmols del segle xv i l'interior fou arrebossat. Deixà de ser parròquia el 1759, quan es construí la nova parròquia al Pla de Teia, tot restant com a santuari marià.
El 1698, Narcís de Descatllar i de Çarriera (1626-1707) va rebre de mans del rei Carles II el títol de marquès de Besora. La seva filla i hereva Francesca de Descatllar i Desbach es va casar amb Joan de Queralt i de Xetmar (1679-1756), comte de Santa Coloma de Queralt, per la qual cosa el castell passà a mans d'aquest llinatge. El 1839, la seva utilització per les tropes carlines va provocar que el fessin enderrocar, juntament amb l'església de Santa Maria.

## Descripció
Situat a ponent del poble, corona un turó a una altitud de 1.023 msnm. i només en queden restes molt malmeses de fragments de murs. Les més visibles són les que corresponen a l'església del castell, dedicada a Santa Maria, i que permeten veure que era una construcció d'una nau capçada a l'est per un absis semicircular. La nau i l'absis, precedit per un tram presbiterial, eren coberts per voltes de canó.
Al costat meridional hi havia el portal d'entrada, protegit per un atri, i el campanar de torre, que ara només es conserva fins al primer pis d'alçada i que en un segon moment va ser adaptat com a capella. L'absis i els murs tenen el mateix tipus de decoració amb arcuacions llombardes que es divideixen en sèries de quatre arcs entre lesenes. L'absis té una finestra de doble esqueixada; n'hi ha una altra al mur del presbiteri i al campanar. Un gran arc aparedat s'observa a la façana meridional. A continuació del campanar hi ha un atri o galilea a manera de passadís d'un claustre, format per grans arcs i cobert primitivament de teulada d'un únic vessant, que precedia l'antiga porta d'entrada.
L'actual portal d'entrada és situada a la façana oest, coronada per un ull de bou. Les restes de l'església van ser reformades al segle xvi, tal com s'observa a la clau de volta de l'entrada. L'església va tenir funcions parroquials fins al segle xix. Al voltant de l'església s'ha documentat una necròpolis amb diverses fases d'enterraments, des del segle xix fins als medievals.
Pel que fa a les restes del propi castell, Es pot observar les restes de la muralla de tancament a la zona nord del turó, entorn de la zona de l'accés i entrada al castell. En aquesta mateixa zona septentrional, apareixen restes de diverses habitacions del castell. També es localitza una possible cisterna en aquest sector. A la part central, hi hauria una bassa, documentada durant els treballs d'excavació de les campanyes de 2006-2010. A la zona sud, a tocar amb el precipici, també es localitzen fragments molt arrasats de la muralla de tancament.
L'any 2017 es va crear la Fundació Privada Conjunt Monumental del Castell de Besora i es va portar a terme un projecte de consolidació i restauració de l'antiga església de Santa Maria del Castell de Besora, i la consolidació dels murs i paviments trobats en les excavacions arqueològiques dels últims anys.